# The Dead Zone
The Dead Zone er en canadisk/amerikansk gyserfilm fra 1983, instrueret af David Cronenberg. Den bygger på romanen Den døde zone af Stephen King. Filmen handler om skolelæreren Johnny Smith (Christopher Walken), der efter at have ligget i koma opdager, at han har evnen til at se ind i fremtiden.

## Medvirkende
- Christopher Walken som Johnny Smith
- Brooke Adams som Sarah
- Martin Sheen som Greg Stillson
- Herbert Lom som Dr. Sam Weizak
- Tom Skerritt som Sheriff Bannerman
- Anthony Zerbe som Roger Stuart
- Nicholas Campbell som Deputy Dodd
- Colleen Dewhurst som Henrietta Dodd
- Simon Craig som Chris Stuart